# Bundesrat
A Bundesrat (Szövetségi Tanács) a német törvényhozásnak az az intézménye, amely a 16 szövetségi állam (Länder) megjelenítésére hivatott. A korábbi porosz felsőház berlini épületében ülésezik.

## Tagság
A Bundesrat tagjainak megválasztása eltér a törvényhozó szervek szokásos megalkotásától. Tagjait nem a szavazópolgárok vagy a választott országgyűlés tagjai választják, hanem a szövetségi államok kormányai adnak nekik megbízást, és ők is hívhatják őket vissza bármikor. Általában az egyes államok küldöttségeinek élén a tartományi kormányok elnökei állnak. Az Amerikai Egyesült Államok Szenátusától abban is eltér, hogy a tartományok nem ugyanannyi tagot delegálhatnak, hanem a lakosságszámtól függően vannak kiosztva a mandátumok. 
| Tartomány                 | Lakosságszám | Helyek száma a Bundesratban | Kormánypárt(ok)          | következik választás | Elnökség |
| ------------------------- | ------------ | --------------------------- | ------------------------ | -------------------- | -------- |
| Baden-Württemberg         | 10 631 278   | 6 █ █ █ █ █ █               | Zöldek / CDU             | 2026                 | 2029     |
| Bajorország               | 12 604 244   | 6 █ █ █ █ █ █               | CSU / Freie Wähler       | 2023                 | 2028     |
| Berlin                    | 3 421 829    | 4 █ █ █ █                   | SPD / Zöldek / Die Linke | 2026                 | 2018     |
| Brandenburg               | 2 449 193    | 4 █ █ █ █                   | SPD / CDU / Zöldek       | 2024                 | 2021     |
| Bréma                     | 657 391      | 3 █ █ █                     | SPD / Zöldek / Die Linke | 2023                 | 2026     |
| Hamburg                   | 1 746 342    | 3 █ █ █                     | SPD / Zöldek             | 2025                 | 2024     |
| Hessen                    | 6 045 425    | 5 █ █ █ █ █                 | CDU / Zöldek             | 2023                 | 2031     |
| Mecklenburg-Elő-Pomeránia | 1 596 505    | 3 █ █ █                     | SPD / Die Linke          | 2026                 | 2023     |
| Alsó-Szászország          | 7 790 559    | 6 █ █ █ █ █ █               | SPD / Zöldek             | 2027                 | 2030     |
| Észak-Rajna-Vesztfália    | 17 571 856   | 6 █ █ █ █ █ █               | CDU / FDP                | 2027                 | 2027     |
| Rajna–Pfalz               | 3 994 366    | 4 █ █ █ █                   | SPD / Zöldek / FDP       | 2026                 | 2033     |
| Saar-vidék                | 990 718      | 3 █ █ █                     | SPD                      | 2027                 | 2025     |
| Szászország               | 4 046 385    | 4 █ █ █ █                   | CDU / Zöldek / SPD       | 2024                 | 2032     |
| Szász-Anhalt              | 2 244 577    | 4 █ █ █ █                   | CDU / SPD / FDP          | 2026                 | 2019     |
| Schleswig-Holstein        | 2 815 955    | 4 █ █ █ █                   | CDU / Zöldek             | 2027                 | 2022     |
| Türingia                  | 2 160 840    | 4 █ █ █ █                   | Die Linke / SPD / Zöldek | 2024                 | 2020     |
| összes                    | 80 767 463   | 69                          |                          |                      |          |

1. ↑  választási törvény szerint
2. ↑  ebben az évben januártól októberig és az előbbi évben novembertől decemberig

A Bundesrat jelenlegi összetétele

A táblázatban valójában az egyes államok szavazatainak számát, és nem képviselőinek számát látjuk. Az minden állam saját döntése, hogy hány képviselőt küld, valójában ráruházhatja akár minden szavazatát egyetlen delegáltra. Hiába próbálják megjeleníteni a nagyobb lakosságú tartományokat több képviselővel, a valóságban még mindig relatíve jobban reprezentáltak a kis államok. Mivel az ország különböző tartományai más-más időpontban tarthatják választásaikat, bármikor változhat, hogy éppen kinek van többsége a Bundesratban.

### Szavazás
Más törvényhozó szervektől eltérően a Bundesratban az egyes tartományi küldöttségeknek egyetlen egészként kell leadniuk szavazatukat, hiszen valójában államuk egységként megjeleníteni kívánt véleményéről van szó. Szokás, hogy a delegáció vezetője (Stimmführer) szavazzon az egész küldöttség nevében akkor is, ha többen vannak jelen. Mivel tartományi szinten (is) gyakoriak a koalíciós kormányok, sokszor megegyezés hiányában inkább a tartózkodást választja a küldöttség. Ugyanakkor ez „nem” szavazatnak is felfogható, mert a teljes tagság abszolút többsége kell egy határozat meghozatalához. Előfordult már, hogy egy küldöttségen belül különböző szavazatokat adtak le, ekkor a tartomány szavazatai érvénytelennek számítanak. További megkötés, hogy a titkosan leadott voksok között nem kereshetik meg az adott küldöttség tagjai (vagy vezetőjük), hogy ki(k) volt(ak) a ,,bűnös(ök)". Ez történt például 2002-ben a bevándorlási törvénnyel, ahol Brandenburg képviselői ,,szavaztak külön". A német alkotmánybíróság érvénytelennek mondta ki a törvényt, mivel nélkülük nem volt meg a kellő többség.